# Španat
Španat falu Horvátországban Verőce-Drávamente megyében. Közigazgatásilag Szópiához tartozik.

## Fekvése
Verőce központjától légvonalban 20, közúton 24 km-re keletre, községközpontjától légvonalban 9, közúton 15 km-re délnyugatra, Nyugat-Szlavóniában, a Drávamenti-síkságon, Visnyica és Felsőmiholjác között fekszik.

## Története
A középkorban az innen délre fekvő mocsaras területen állt Jugovac vára, melyből mára csak a várat övező egykori sánc nyomai maradtak.
A település a 19. század első felében keletkezett Felsőmiholjác nyugati határrészén, de hivatalosan csak 1948 óta számít önálló településnek. Verőce vármegye Szalatnoki járásának része volt. 1857-ben 148, 1910-ben 218 lakosa volt. 1910-ben a népszámlálás adatai szerint lakosságának 83%-a magyar, 11%-a horvát, 6%-a német anyanyelvű volt. Az I. világháború után 1918-ban az új szerb-horvát-szlovén állam, majd később (1929-ben) Jugoszlávia része lett. A II. világháború végén a partizánok elűzték a magyar lakosságot, a helyükre a háború után szerbek települtek. 1991-ben 359 főnyi lakosságának 91%-a szerb, 8%-a horvát nemzetiségű volt. 2011-ben a településnek 172 lakosa volt.

## Lakossága
| Lakosság változása | Lakosság változása | Lakosság változása | Lakosság változása | Lakosság változása | Lakosság változása | Lakosság változása | Lakosság változása | Lakosság változása | Lakosság változása | Lakosság változása | Lakosság változása | Lakosság változása | Lakosság változása | Lakosság változása | Lakosság változása |
| ------------------ | ------------------ | ------------------ | ------------------ | ------------------ | ------------------ | ------------------ | ------------------ | ------------------ | ------------------ | ------------------ | ------------------ | ------------------ | ------------------ | ------------------ | ------------------ |
| 1857               | 1869               | 1880               | 1890               | 1900               | 1910               | 1921               | 1931               | 1948               | 1953               | 1961               | 1971               | 1981               | 1991               | 2001               | 2011               |
| 148                | 204                | 149                | 179                | 183                | 218                | 213                | 426                | 430                | 414                | 421                | 380                | 364                | 359                | 228                | 172                |

(1948-tól önálló településként.)

## Nevezetességei
Jugovac középkori várának maradványai a településtől délre, a Bisztrica felé vezető úttól mintegy 500 méterre nyugatra, egy bozóttal benőtt területen találhatók. A várhely hosszúkás alaprajzú, a középső része egy alacsony plató, melyet sánc övezett. Ez a terület a középkorban mocsaras, ingoványos terület volt, melyet csak a 19. században a Jugovac-csatorna segítségével csapoltak le. A várhely a mai napig sincs feltárva.